# 명의의 건강비결
명의의 건강비결은 EBS TV에서 방송되었던 기존에 인지도가 높은 EBS의 대표 의학 프로그램 명의 3.0과 연계하여, 시청자들이 궁금해 하는 질병 치료와 대처법, 건강에 대한 전문적이고 심층적인 지식을 제공하는 건강 정보 프로그램이다.

## 기획 의도
명의가 직접 스튜디오에 출연해 자신의 전문 분야와 관련된 질병 치유 및 건강 정보를 일반인들이 알기 쉽게 전달하고 시청자들의 궁금증을 해결해준다. 2014년 2월 19일부로 종영되었다.

## 방송 시간
- 화요일 ~ 수요일까지 30분씩 네 차례에 걸쳐 한 명의의 이야기를 듣을 수 있었다.
- 일요일 종합방송 동안에는 2시간 연속으로 네 편을 볼 수 있었다.

| 방송 채널       | 방송 기간                         | 방송 시간                                  |
| --------------- | --------------------------------- | ------------------------------------------ |
| EBS TV 본방송   | 2013년 8월 27일 ~ 2014년 2월 19일 | 매주 화요일 ~ 수요일 밤 8:20 ~ 8:50 (30분) |
| EBS TV 종합방송 | 2013년 9월 1일 ~ 2014년 2월 23일  | 매주 일요일 낮 12:30 ~ 14:30 (120분)       |

## 같이 보기
- 명의 3.0
- 행복충전 백세인 (KBS 2TV)
- 생로병사의 비밀 (KBS 1TV)